# سرگئی کرینکو
سرگئی کرینکو (روسی: Серге́й Владиле́нович Кирие́нко؛ زادهٔ ۲۶ ژوئیهٔ ۱۹۶۲) سیاستمدار اهل روسیه است. وی همچنین برندهٔ جوایزی همچون قهرمان فدراسیون روسیه شده‌است.